# Alex Uhlmann
Alexander Uhlmann, meglio conosciuto come Alex Uhlmann (Lussemburgo, 26 febbraio 1981), è un cantautore e chitarrista lussemburghese, dal 2010 frontman del gruppo musicale Planet Funk.

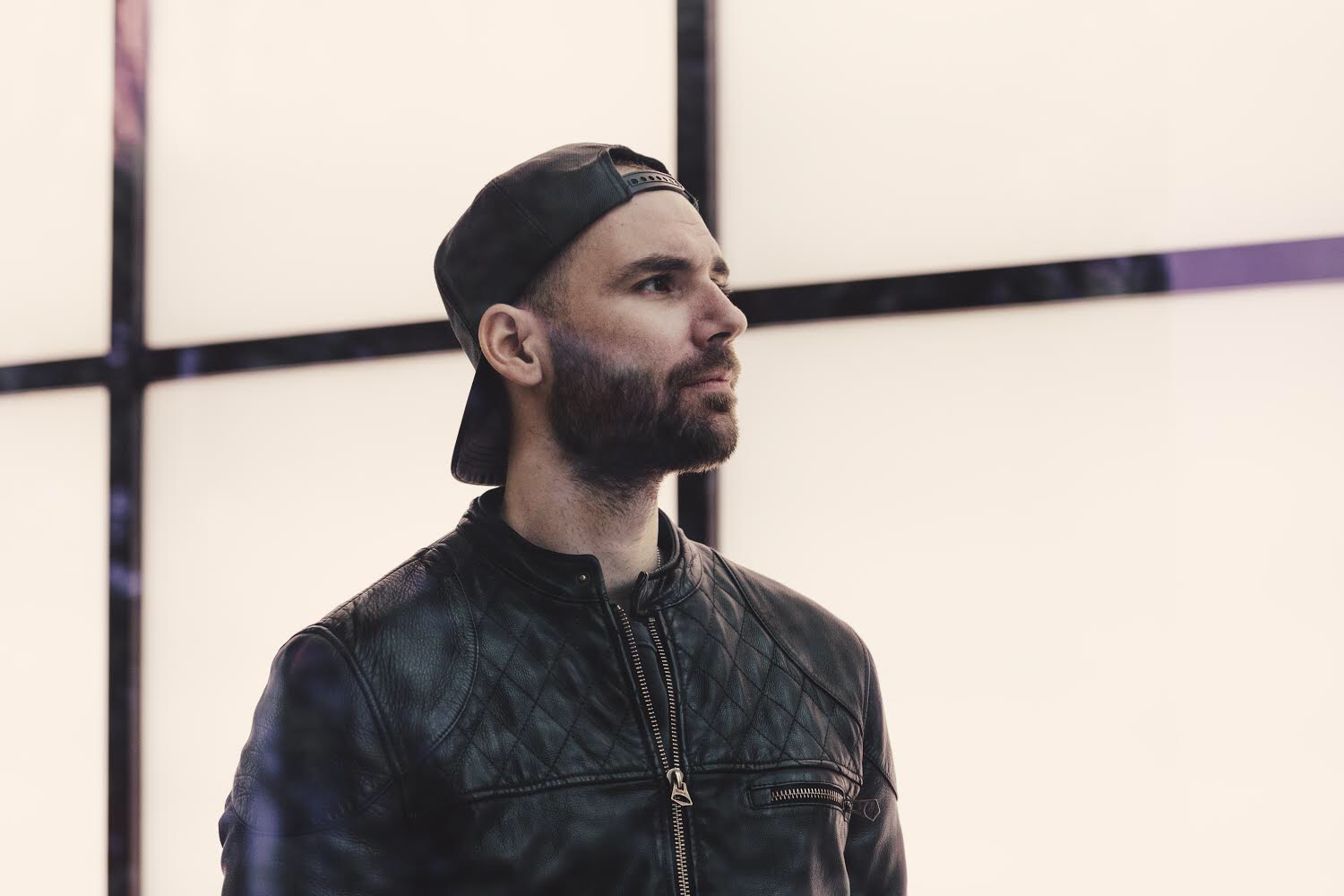
Alex Uhlmann nel 2018

Dal 2017 ha intrapreso una carriera parallela da solista, collaborando anche con il DJ statunitense David Morales; dal 2019 Uhlmann è attivo in Italia come direttore musicale del talent show The Voice of Italy e dei suoi relativi spin-off (Senior, Kids e Generations).

## Biografia

### Infanzia e gli inizi con iFriday Night Hero
Nato in Lussemburgo da genitori tedeschi, durante l'adolescenza è stato un buon giocatore di tennis e ha rappresentato il suo Paese in numerosi tornei internazionali.
Si avvicina al mondo della musica all'età di sei anni quando inizia a suonare il pianoforte, per poi decidere successivamente di dedicarsi alla chitarra, lo strumento che lo accompagnerà nel corso di tutta la sua carriera. Il fatto di non aver mai preso lezioni di chitarra e di essere quindi un autodidatta si è rivelato per lui un vantaggio piuttosto che un onere, soprattutto in termini di scrittura delle sue canzoni:
(Alex Uhlmann)
Trasferitosi ben presto nel Regno Unito per esplorare e conoscere il vasto panorama musicale inglese, ha conseguito presso l'Università del Sussex, a Brighton, un master in "Relazioni Internazionali" e ha formato la band indie rock Friday Night Hero, con cui il 2 ottobre 2009 ha pubblicato l'album "Tourist In Your Own Town", con l'etichetta discografica Capitol East Records.
Con la band inglese ha suonato in diversi Paesi europei e sono stati nominati per il premio come "miglior indie band inglese dal vivo" del 2008.

### Con iPlanet Funke il successo internazionale
Nel 2010 Uhlmann ha lasciato i Friday Night Hero per unirsi alla prestigiosa band internazionale dei Planet Funk, con cui ha iniziato subito un intenso periodo di produzione raggiungendo così la fama internazionale.
Il 22 settembre 2011 è uscito l'album "The Great Shake" (il quarto in studio dei Planet Funk e il primo con Alex Uhlmann alla voce e alla chitarra), che include singoli di successo come "Another Sunrise" (usata come colonna sonora per lo spot tv della Hyundai i20 Sound Edition), e "Ora il mondo è perfetto", con Giuliano Sangiorgi, frontman dei Negramaro.
Un mese più tardi ai Planet Funk è stato chiesto di registrare una cover del classico di Nancy Sinatra "These Boots Are Made for Walkin'", come colonna sonora del film "La kryptonite nella borsa" di Ivan Cotroneo.
La canzone è salita rapidamente alla numero 1 delle classifiche dance italiane, tanto da vincere il disco d'oro in Italia per gli oltre 15 000 download legali ed è stata inserita nella nuova versione dell'album "The Great Shake + 2". Inoltre è stata utilizzata per la campagna pubblicitaria della Wind 2011/2012 e per lo spot Rai degli Europei di Calcio 2012.
Da Maggio 2011 i Planet Funk hanno eseguito più di cento concerti dal vivo con il "The Great Shake Tour", suonando in tutta Europa e includendo spettacoli come il Gran Premio di Formula Uno a Monza con i Jamiroquai, allo stadio Olimpico di Roma con Tiësto e agli MTV Days di Torino nel 2011.
A Settembre 2012 è stato scelto come testimonial per la campagna pubblicitaria italiana della Reebok con cui ha girato uno spot tv a Parigi e insieme ai Planet Funk ha disegnato una scarpa, la "Reebok PF 1999", uscita a Marzo 2013 in edizione limitata.
Nello stesso anno, durante gli Mtv Digital Days a Torino, si esibisce insieme ad Alex Neri nel “Planet Funk DJ set”. Un evento di successo che porterà i due artisti in tour per l'Italia e ad un'altra performance significativa agli MTV European Music Awards.
Il 13 ottobre 2015 pubblica il singolo We People con i Planet Funk, che viene scelto da Save the Children come colonna sonora per la sua campagna "Everyone" e i cui proventi vengono destinati alla lotta contro la mortalità infantile nel mondo.
“We People” verrà incluso nell’imminente album (2017, Warner Music) che i Planet Funk hanno registrato tra Londra e Roma e che segna il ritorno di due cantanti storici della band: Dan Black e Sally Doherty. ha sempre contraddistinto i Planet Funk: Il nuovo album è stato anticipato dal “Recall Tour” (iniziato a Novembre 2016) che ha sancito il ritorno ad un "collettivo" che ha sempre contraddistinto i Planet Funk. Lo stesso Alex, in proposito, ha dichiarato che “è fantastico condividere il palco con Dan e Sally; i Planet Funk sono una grande famiglia internazionale e penso che sia una perfetta coincidenza per questo tour!”
Grazie al suo carisma, al successo di "The Great Shake" e alla capacità di interpretare con energia anche i pezzi storici dei Planet Funk, Alex Uhlmann è riuscito a farsi amare con sollecitudine dai fan della sua nuova band. Inoltre, con il suo ingresso, i Planet Funk hanno per la prima volta nella loro storia un cantante ufficiale.

### Carriera da solista

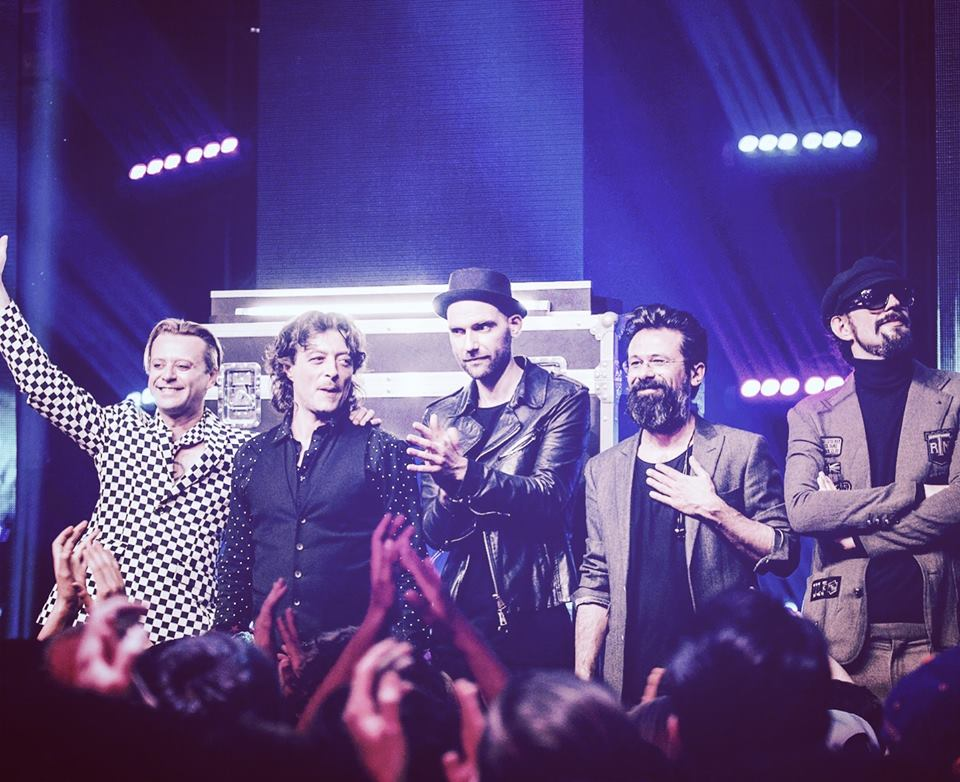
Alex Uhlmann insieme alla "superband" formata da Sergio Carnevale dei Bluvertigo.

Oltre ai Planet Funk, Alex produce e scrive per altri artisti, ha collaborato in un progetto avviato dal batterista dei Bluvertigo, Sergio Carnevale: una "superband" che mette insieme membri delle più importanti band italiane, per eventi e performance speciali. Con la "superband" (formata, oltre che da Carnevale e Uhlmann, dallo storico chitarrista di Ligabue, Federico Poggipollini e da Marco Garrincha Castellano de Le Vibrazioni) Alex ha partecipato al documentario “Vinyl”, trasmesso su Sky Italia a Febbraio 2016. Sempre con la "superband", nello stesso anno compaiono nel finale del talent show di Mediaset "Top DJ", trasmesso il 4 luglio 2016.
Nel 2017 inizia una carriera parallela da solista. Il suo primo singolo sotto questo pseudonimo è "Anyway", pubblicato il 24 gennaio 2017 in collaborazione con uno dei DJ più importanti dell’America centrale, Francis Davila dal Guatemala:
(Alex Uhlmann)

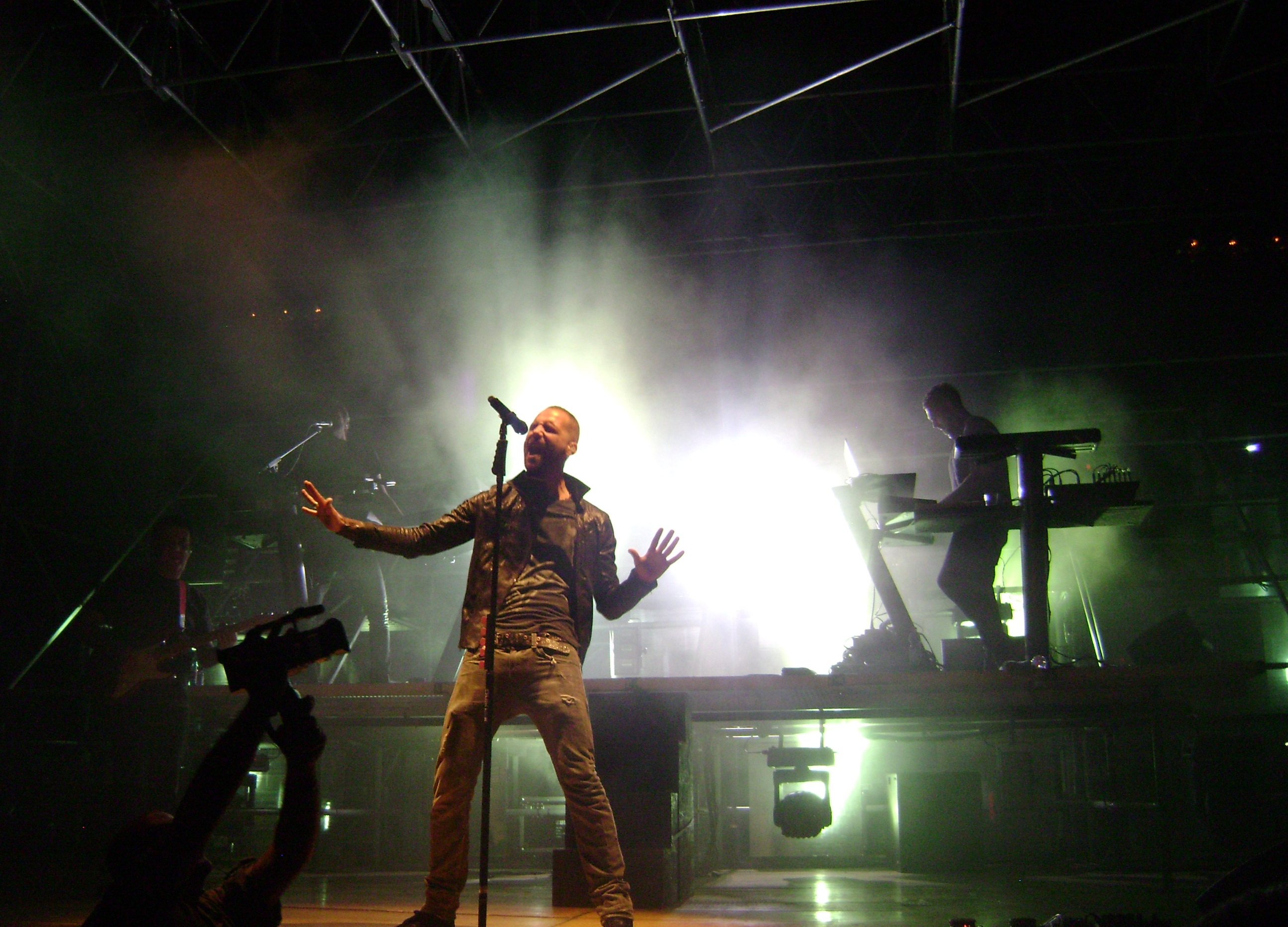
Alex Uhlmann in concerto con i Planet Funk a Napoli per il "The Great Shake Tour"

Il 14 luglio 2017 ha pubblicato "The Ocean (feat. Edo)".
Nello stesso anno ha iniziato a scrivere insieme al DJ di fama mondiale, David Morales. Il 6 aprile 2018 esce "Back Home", il primo singolo nato dalla loro collaborazione che ha riscosso un buon successo, tanto da essere trasmesso dalla BBC 1 di Danny Howard.
Nello stesso periodo Alex è stato scelto da IBM Italia per sperimentare l'intelligenza artificiale nel cantautorato. Il risultato è stato il testo del suo secondo singolo "Butterfly", uscito il 15 giugno 2018 (Universal). Con l'aiuto del software Watson di IBM, gli sono stati forniti i dati recuperati dai social media che hanno ispirato HI9M a scrivere testi sui valori della famiglia:
(Alex Uhlmann)
Il 7 giugno 2018 Alex ha ricevuto il "Thinker Award for Creativity" per il suo lavoro con il software Watson di IBM.
Nell'estate del 2018 Alex ha iniziato l'attività dal vivo con il suo progetto solista e un tour di diverse date insieme a David Morales in tutta Europa.
Il suo primo concerto da solista è stato allo Stadio Olimpico di Roma il 30 giugno 2018, come apertura del concerto dei Negramaro.
Il 2019 è iniziato per Alex con un DJ set allo stadio San Siro di Milano per la partita di Serie A, Milan - Napoli del 26 gennaio.
Il 19 aprile la storica etichetta newyorkese "Nervous Records" ha pubblicato il secondo singolo nato dalla collaborazione con il DJ David Morales: "One Race" è stato remixato dal duo spagnolo Chus & Ceballos e scelto da Hector Romero per la sua compilation "Weaving Genres vol.2"
Alex è stato poi nominato "Direttore artistico musicale" per il programma televisivo "The Voice of Italy" trasmesso su Rai 2 dal 23 aprile al 4 giugno e presentato da Simona Ventura. Nel 2020   Alex è stato confermato "Direttore musicale" del programma televisivo "The Voice of Italy senior" , andato in onda su Rai 1 a Novembre e Dicembre, presentato da Antonella Clerici.
Uhlmann viene riconfermato nel 2021, 2022 e 2023 assumendo poi lo stesso ruolo anche per 'the Voice of Italy Kids'.
A febbraio 2021 Alex ha pubblicato in Europa il suo nuovo singolo "Paris or Rome".
Con questo primo singolo Uhlmann ha già lasciato un segno nei media tedeschi e italiani. Oltre a varie apparizioni radiofoniche e televisive, il singolo è stato premiato articolo e menzione a scelta del direttore della rivista Rolling Stone Germania. Inoltre, la canzone è entrata direttamente nelle playlist di MTV Germania e MTV Italia e MTV Latina.
Il secondo singolo "Never be the same" viene pubblicato il 21 maggio 2021 e arriva nelle radio di tutto il mondo.
Nel 2022 il Remix del suo singolo "Only For A Minute" di Sterio torna nelle radio e raggiunge le classifiche dance in Germania (Top 25), Austria (Top 30) e Svizzera.
Il brano è un'altra promettente anticipazione del prossimo EP "Home", la cui uscita è prevista per l'autunno 2023.
Il 2023 segna anche il ritorno dei Planet Funk con Alex Uhlmann che canta i primi due singoli del loro prossimo album. (in uscita alla fine del 2023): 'The World's end' (gennaio, Just Entertainment) e 'Any given Day' (maggio, Just Entertainment).
Mentre quest'ultimo è stato scelto per diventare la musica della nuova campagna pubblicitaria di Vodafone Italia, il video musicale di "The World's end" (diretto da Guido Pappada) vince il premio come "Miglior Video" al Festival del Cinema di Roma 2023.

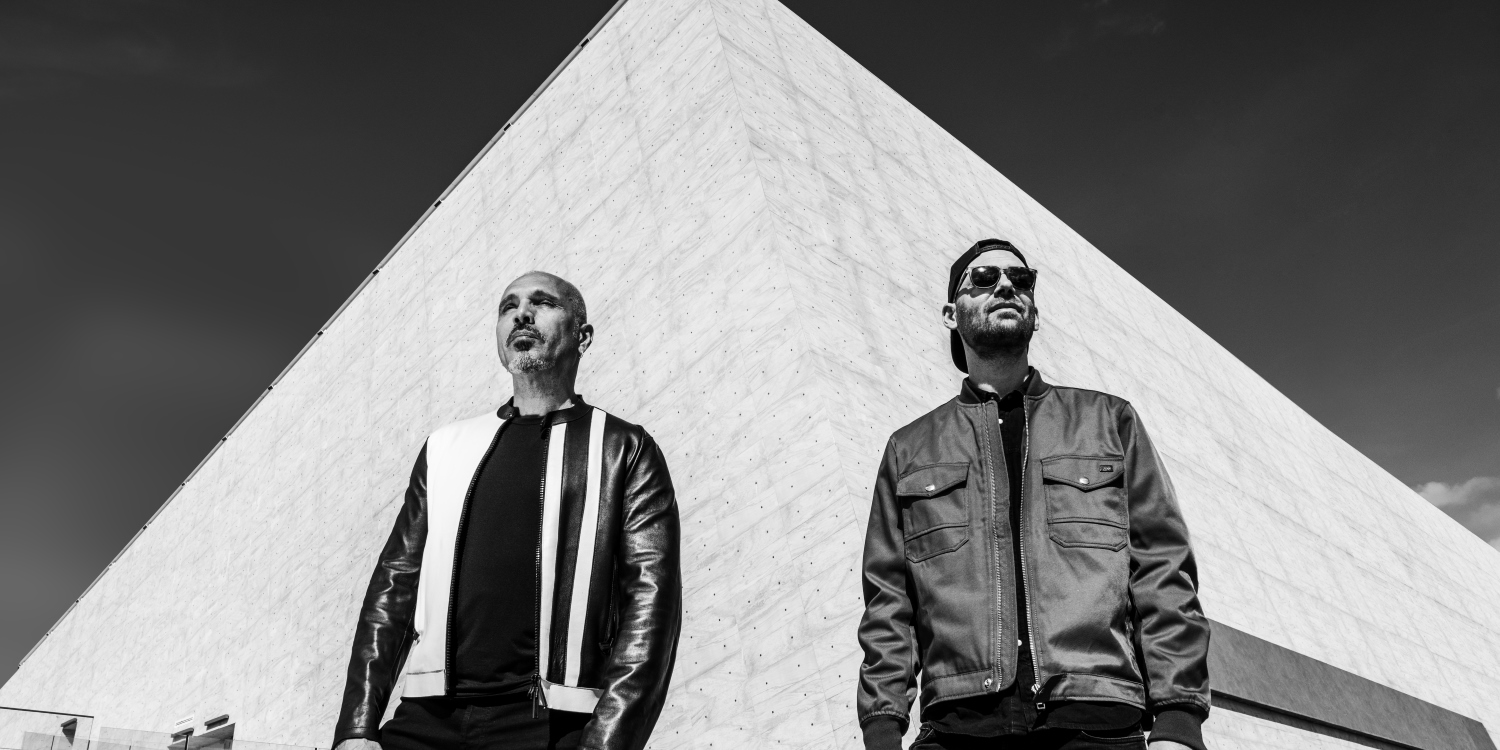
David Morales e Alex Uhlmann

## Discografia

### Con iFriday Night Hero
- 2009 - Tourist In Your Own Town (etichetta: Capitol East Records)

### Con iPlanet Funk
- 2011 - The Great Shake (etichetta: Universal Music)
- 2012 - The Great Shake + 2 (etichetta: Universal Music)
- 2015-We people(etichetta Warner Music)
- 2020- Planet Funk 20:20(etichetta Just Entertainment)
- 2023- The World’s end/ Any given Day (etichetta Just Entertainment)

### Carriera da solista
- 2017 - The Ocean ft. Edo (singolo, etichetta: Sony Music)
- 2018 - Butterfly (singolo, etichetta: Universal Music)
- 2021 - Paris or Rome (singolo, etichetta: Hoernsen Music, ‘Never be the same’singolo, etichetta: Hoernsen Music 2021 - Complicated (singolo, etichetta: (Hoernsen Music)
- 2022 ‘Only for a minute’, Ofam Remix (singolo, etichetta: Hoernsen Music)
- 2023 ‘Rainy Day’ singolo, (singolo, etichetta: Hoernsen Music)

## Collaborazioni
- Giuliano Sangiorgi: voce nel brano "Ora il mondo è perfetto" nell'album "The Great Shake"
- Ivan Cotroneo: regista del videoclip di "These Boots Are Made for Walkin'"
- Francis Davila: nel singolo "Anyway"
- David Morales: in "Back Home" (singolo, etichetta: Diridim, 2018) e "One Race" (singolo, etichetta: Nervous Records, 2019)

## Curiosità
- Alex Uhlmann parla correntemente cinque lingue.
- È appassionato di calcio, tifoso del Friburgo[5], squadra della città dei suoi genitori e del Milan AC, squadra della sua città attuale.